# バイカアマチャ
バイカアマチャ Platycrater arguta Sieb. et Zucc. は、アジサイに近縁な低木。装飾花はあるが目立たず、むしろ通常の花が大きくて目立つ。

## 特徴
落葉性の低木で、茎は下の方でよく分枝する。若枝は断面が円形で表面に短い毛があるか無毛。前年の枝では樹皮が縦に裂けて剥がれる。冬芽は狭卵形で、先端は尖り、鱗片は広披針形で縁に毛があり、それが2-3対あって冬芽を包む。
葉は対生で、その年の枝に4-5対を着けるが、先端近くのものほど大きい。葉柄は長さ10-25mmで、基部には1mm程度の毛がまばらにある。葉身は長楕円形または狭長楕円形で、先天は尾状に尖っており、基部は次第に狭まる。大きいものでは長さ10-22cm、幅3-6cmで、縁に鋸歯があり、両面に伏せた毛が一様に生えている。葉質は薄い。
花期は7-8月。花茎は今年の枝から出て、径5-10cmの集散花序を着ける。ただし花数は数個でごくまばら。苞は披針形から舟形で長さ2.5-3mm、外面に毛が密生する。花序の外側には装飾花が着く。装飾花は長さ11-27mmの枝の先に生じ、萼が3-4枚あってそれらが互いに癒合して盾状となる。径は10-30mmで縁は3-4に浅く裂けるかあるいは滑らかで、網状脈がはっきり見える。色は白っぽいがあまりはっきりしない。装飾花は両生花の結実まで残存する。
両生花は径16-22mmで、長さ7-25mmの花柄、それに続いて3-5mmの長さの花筒があって、先端に向かって太くなり、花に続く。萼裂片は4個で長さ1.5-9mm三角で先端が尖る。これは開花時には広がり、果実になると反り返るものが多い。花弁も4個あり、卵形で長さ8-10mm、先端は尖る。大きく開くが、その縁は内に曲がっている。これは蕾がほぼ球形で、それが縦に十字に割れて広がった形である。花弁は花後には落下する。雄蘂は100以上もある。花弁は真っ白で葯は黄色く、美しい。
蒴果は倒円錐形で、これは花から萼片と花柱が残って雄蘂と花弁が無くなった形である。長さは花柱を除くと7-11mm。
和名は梅花甘茶の意味で、ヤマアジサイ Hydrangea serrata の変種であるアマチャ var. thunbergii に木の姿が似ており、花が梅の花を連想させることによる。

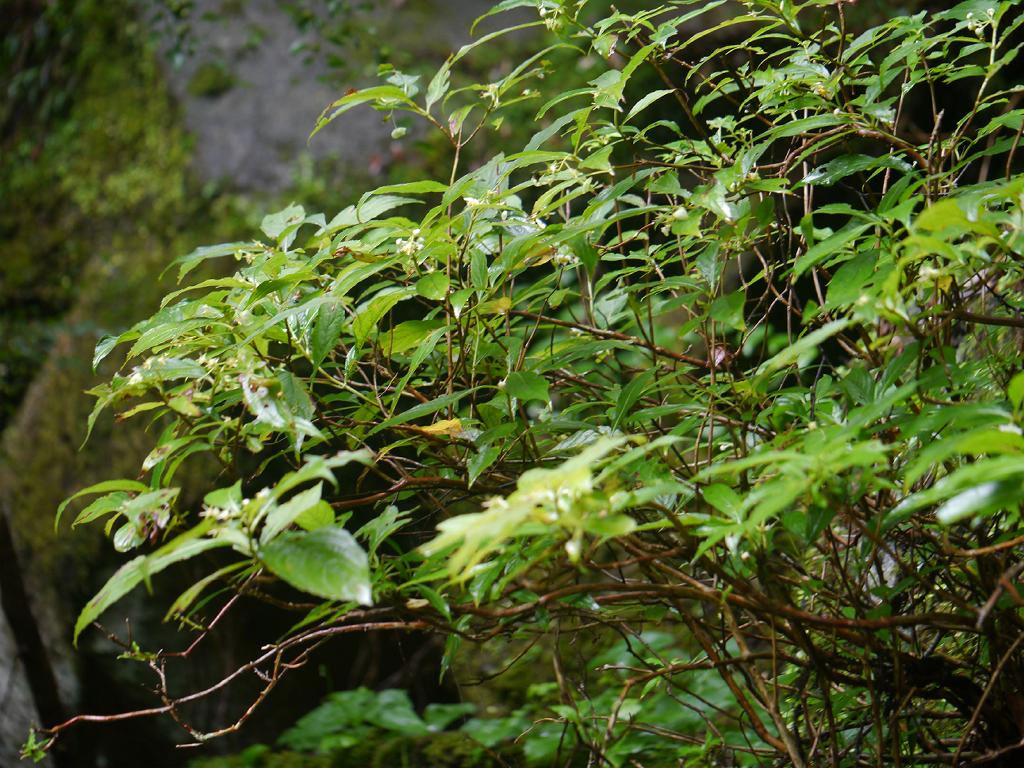
全体の姿

## 分布と生育環境
日本では本州（静岡県・紀伊半島、中国地方）と四国、九州に分布する。国外では中国に隔離分布している。山林内でやや湿った斜面などに生える。

## 分類
本属にはこの一種のみが含まれる。ただし中国産ものは変種 var. sinensis としている。
やや近縁の属であるキレンゲショウマやギンバイソウも本属と同様に1種ないし2種のみからなり、日本と中国だけから知られる。これらはいずれも遺存植物であろうと若林は述べている。